# 庄河
庄河，位于中华人民共和国辽宁省庄河市的一条河流，发源于蓉花山镇双岭村西北猴石岭山，蜿蜒向南流经蓉花山镇、太平岭满族乡、徐岭镇、庄河市区东部等地后注入黄海庄河湾。河流全长56.5千米，流域面积618平方千米，河道平均比降2.83‰，年均径流量2.54亿立方米。庄河流域农业发达，已成为中国无公害农产品生产示范基地和辽宁省水果、食用菌出口基地。

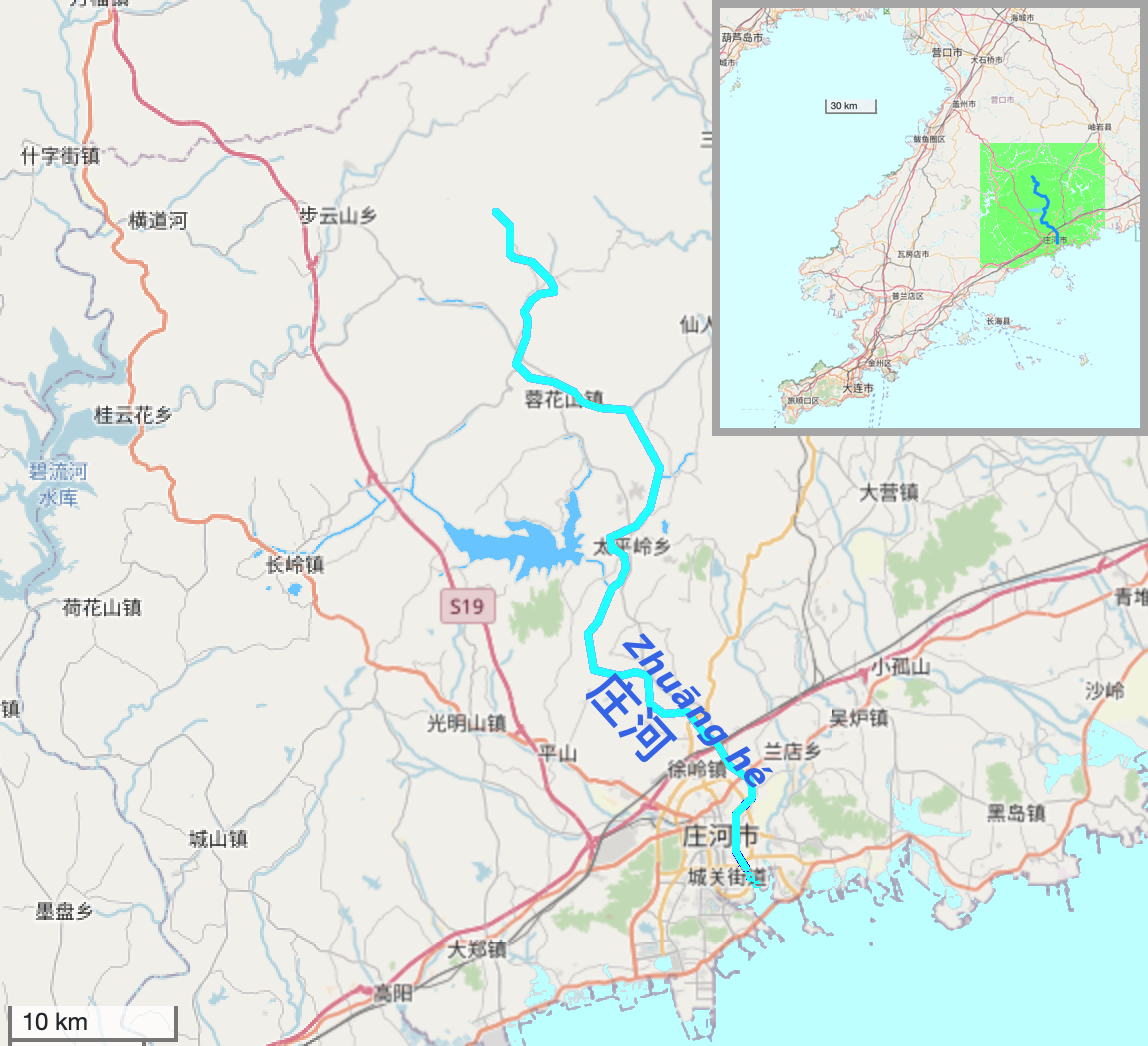
地图
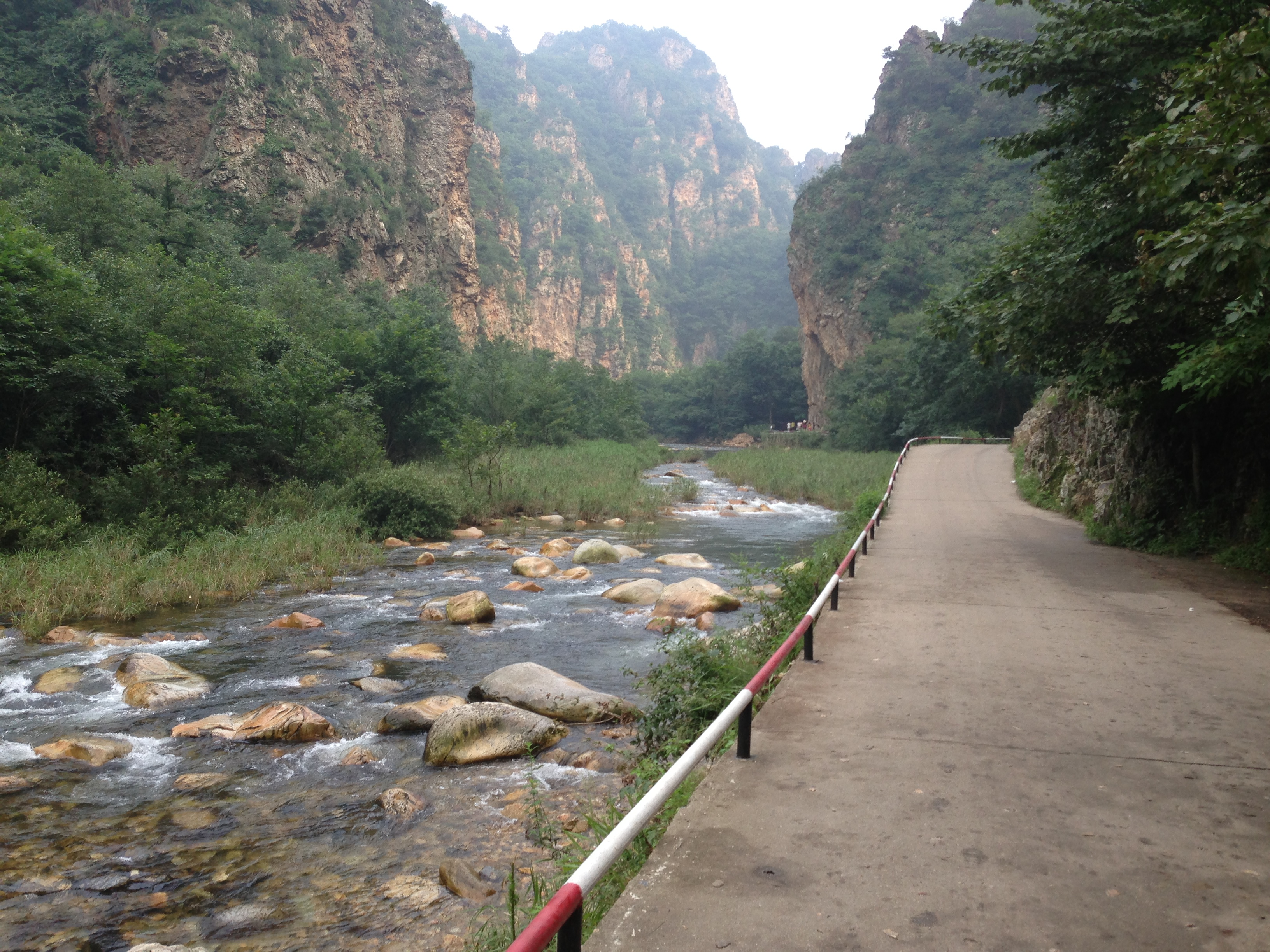
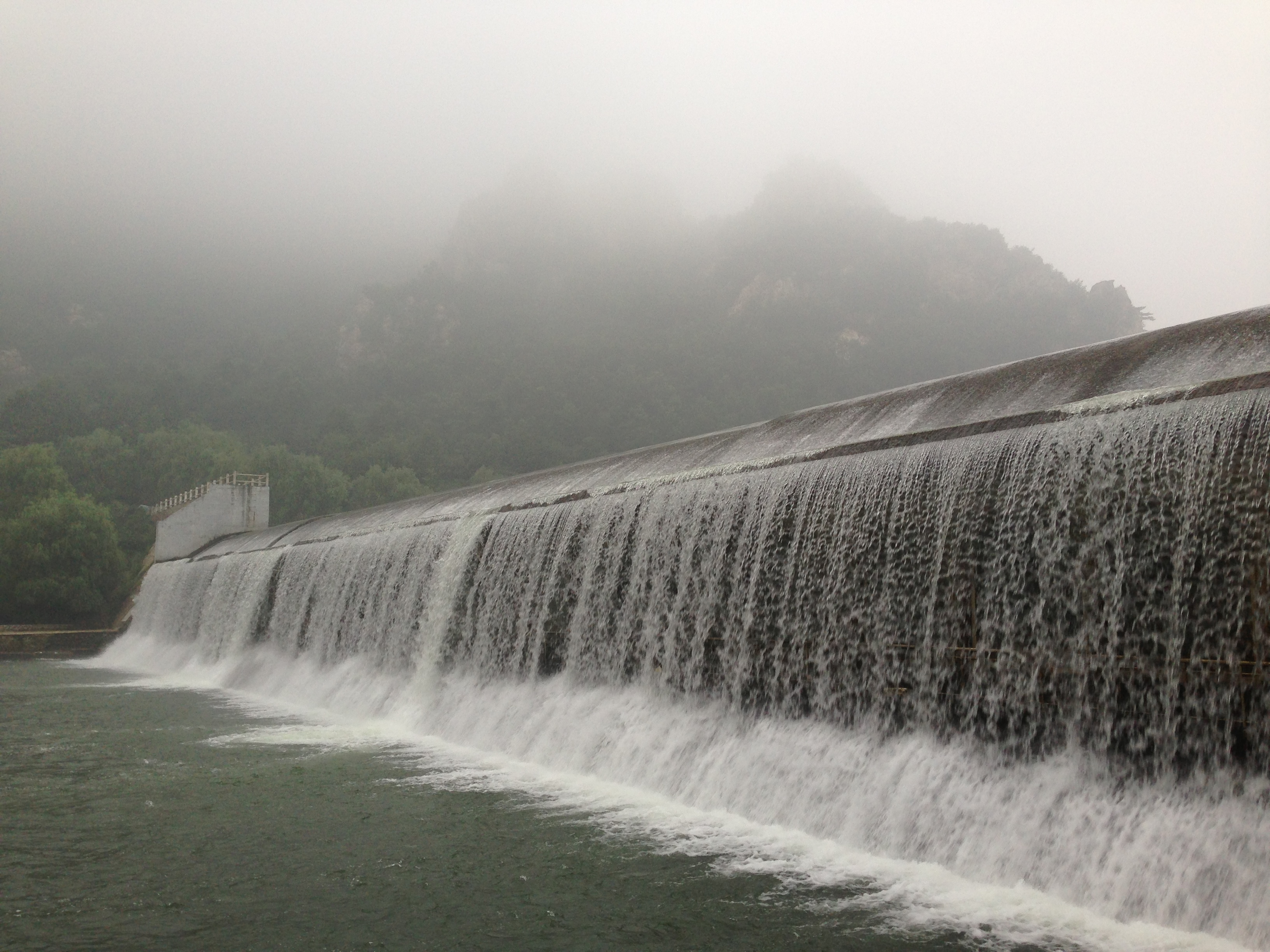
堰
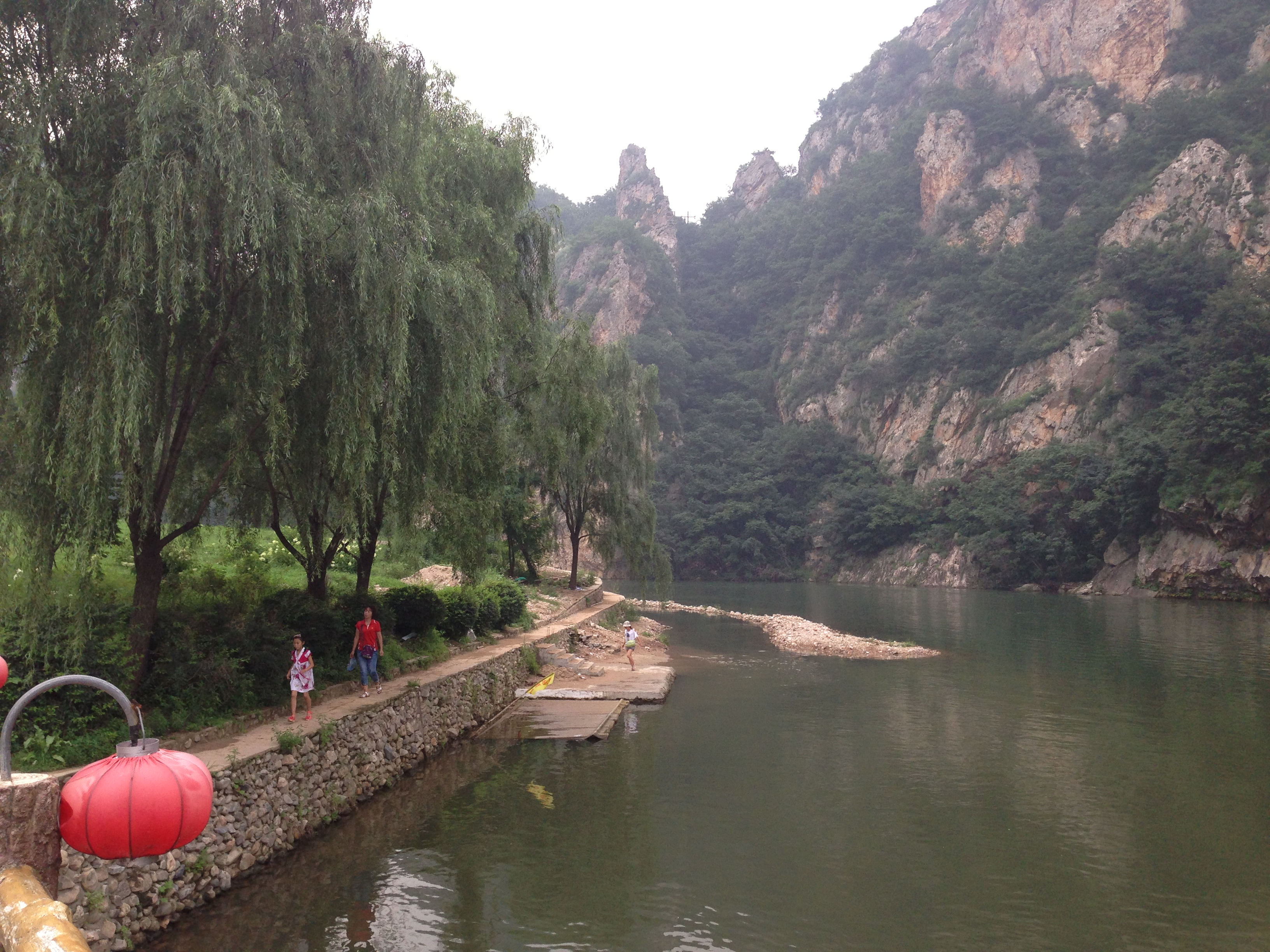